# Neu St. Peter (Körrenzig)

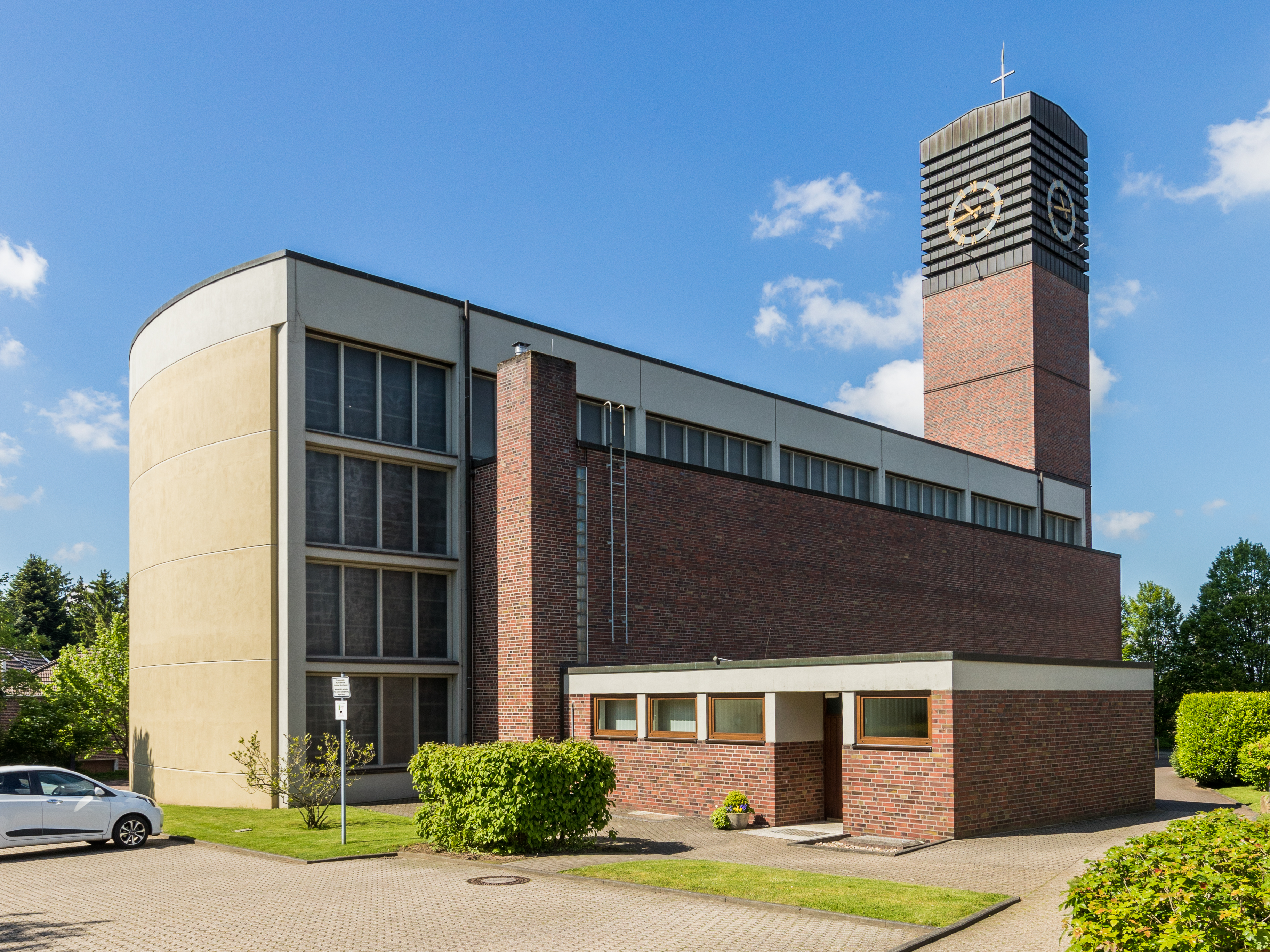
Neu St. Peter in Körrenzig

Neu St. Peter ist eine römisch-katholische Pfarrkirche in Körrenzig, Stadt Linnich, im Kreis Düren in Nordrhein-Westfalen. Sie wurde zwischen 1961 und 1962 nach Plänen von Josef Viethen erbaut.

## Geschichte
Schon 1901 gründete man einen Sammelverein zum Bau einer neuen Kirche, da die Alte Kirche zu klein für die Gottesdienstgemeinde geworden war. 1906 legte der Kölner Dombaumeister Franz Statz  auch einen Plan für eine neue Kirche vor, jedoch kam dieser aufgrund des Ersten Weltkrieges und der nachfolgenden Inflation nie zur Ausführung. Erst mehr als 50 Jahre nach den ersten Versuchen konnte der Bau einer neuen Kirche realisiert werden. Die Baupläne entwarf der Erkelenzer Architekt Josef Viethen. So entstand zwischen 1961 und 1962 südlich der alten Kirche, die erhalten geblieben ist, die neue Pfarrkirche. Die feierliche Kirchweihe erfolgte am 8. September 1962.

## Baubeschreibung
St. Peter ist eine dreischiffige flachgedeckte Basilika in Formen der Moderne. Es handelt sich um einen Betonskelettbau, der mit Ziegeln gefüllt ist. Im Osten schließt sich an das Kirchenschiff der rechteckige Chor an. Im Westen ist dem Kirchenschiff ein schlanker, 33 m hoher Glockenturm vorgebaut.

## Ausstattung
In der Kirche befindet sich eine moderne Ausstattung. Altar und das Ambo schuf der Erkelenzer Bildhauer Peter Haak. Das Altarkreuz ist ein Werk von Georg Haber, Regensburg. Besonders zu erwähnen ist das große Christ-König-Mosaik hinter dem Altar, es wurde wie auch die Buntglasfenster von Hans Lohbeck geschaffen. Weiterhin befindet sich ein Kreuzweg aus dem Jahr 1962 in der Kirche. Aus der alten Kirche wurden die Kommunionbank, einige Heiligenfiguren sowie der Taufstein aus dem Jahr 1762 übernommen.
Die Orgel von der Münsteraner Orgelbaufirma Fleiter hat folgende Disposition:
| Pedal            |       |
| Subbass          | 16′   |
| Oktave           | 8′    |
| Gedacktpommer    | 8′    |
| Choralbass       | 4'    |
| Rauschpfeife 3f. | 2 ⁄3′ |
| Zink 2f.         | 2'    |
| Fagott           | 16′   |

| Manual I     |       |
| Prinzipal    | 8′    |
| Rohrflöte    | 8′    |
| Oktave       | 4′    |
| Spitzgedackt | 4′    |
| Rohrnasard   | 2 ⁄3′ |
| Waldflöte    | 2′    |
| Mixtur 5f.   | 1 ⁄3′ |
| Rohrschalmei | 8′    |

| Manual II     |        |
| Holzgedackt   | 8′     |
| Gemshorn      | 8′     |
| Blockflöte    | 4′     |
| Oktave        | 2′     |
| Terz          | 1 3⁄5′ |
| Spitzquint    | 1 ⁄3′  |
| Schnabelflöte | 1′     |
| Cymbel 4f.    | 1⁄2′   |
| Holzdulcian   | 16′    |

- Koppeln: II/I, I/P, II/P,
- Spielhilfen: Freie Komb. 1 und 2, Tutti, Walze, Zungenabsteller, Tremolo in II

## Glocken
Im Glockenturm befindet sich ein siebenstimmiges Bronze-Geläut von Hans Hüesker, Fa. Petit & Gebr. Edelbrock, Gescher.
| Nr. | Name          | Gussjahr | Gießer                                             | Durchmesser (mm) | Gewicht (kg, ca.) | Schlagton (HT-1/16) | Inschrift |
| --- | ------------- | -------- | -------------------------------------------------- | ---------------- | ----------------- | ------------------- | --- |
| 1   | Heilig Geist  | 1962     | Hans Hüesker, Fa. Petit & Gebr. Edelbrock, Gescher | 1590             | 2400              | c′ -5               | +Benedicamus Patrem et Filium cum Sancto Spiritu. Gestiftet von der Gemeinde und Bauernschaft. Körrenzig Anno Dommini 1962 |
| 2   | Maria         | 1962     | Hans Hüesker, Fa. Petit & Gebr. Edelbrock, Gescher | 1320             | 1450              | es′ -3              | +Ave Maria, gratia plena, Dominus tecum. Pfarrer Franz X. Fuchs Körrenzig Anno Domini 1962                                 |
| 3   | Petrus        | 1962     | Hans Hüesker, Fa. Petit & Gebr. Edelbrock, Gescher | 1165             | 950               | f′ -3               | +Tu es Petrus et super hanc petram aedificabo Ecclesiam meam. Gestiftet von Theo Dahmen. Körrenzig Anno Domini 1962        |
| 4   | Paulus        | 1962     | Hans Hüesker, Fa. Petit & Gebr. Edelbrock, Gescher | 1035             | 700               | g′ -3               | +Sancte Paule, Doctor gentium, ora pro nobis. Gestiftet von der Familie Karl Peters Körrenzig Anno Domini 1962             |
| 5   | Joseph        | 1962     | Hans Hüesker, Fa. Petit & Gebr. Edelbrock, Gescher | 960              | 570               | as′ -2              | Tuere nos, Sancte Joseph, protector noster. Gestiftet von der Familie Coenen Körrenzig Anno Domini 1962                    |
| 6   | Johannes      | 1962     | Hans Hüesker, Fa. Petit & Gebr. Edelbrock, Gescher | 836              | 350               | b′ -2               | +Joannes est nomen eius. Ego vox clamantis in deserto. Körrenzig Anno Domini 1962                                          |
| 7   | Kleine Glocke | 1962     | Hans Hüesker, Fa. Petit & Gebr. Edelbrock, Gescher | 760              | 265               | c′′ -2              | - |

## Pfarrer
Folgende Priester wirkten bislang als Pastor an St. Peter:
| von – bis | Name                   |
| --------- | ---------------------- |
| 1906–1959 | Wilhelm Olbrück        |
| 1959–1969 | Franz Fuchs            |
| 1969–1986 | P. Heinrich Reuter MSC |
| 1986–1989 | P. Andreas Netten MSC  |
| Seit 2009 | Stefan Bäuerle         |